# Republika Rifu
Republika Rifu (Skonfederowana Republika Plemion Rifu, arab. جمهورية الريف – Dawlat al-Jumhuriyya ar-Rifiyya, rif. Tagduda n Arif) – państwo powstałe 18 sierpnia 1921 roku po rewolcie berberyjskiej ludności zamieszkującej Rif (Rifenów) w Maroku Hiszpańskim.
Stolicą państwa było Adżdir, zamieszkiwało je 18 350 ludzi. 1 lutego 1923 roku przyjęto konstytucję. Prezydentem kraju został Muhammad Abd al-Karim, premierem Hajj Hatmi.
Pod koniec 1925 roku liczące 50 tysięcy żołnierzy połączone siły Hiszpanii i Francji zaatakowały republikę. Kraj upadł 27 maja następnego roku. Walki partyzanckie trwały jeszcze do końca 1927 roku.
Powstanie Rifenów wojska hiszpańskie tłumiły przy pomocy broni gazowej – iperytu – zamówienie złożono u niemieckiego profesora chemii żydowskiego pochodzenia, Fritza Habera, twórcy gazów bojowych z czasów I wojny światowej, noblisty i późniejszego twórcy cyklonu B.